# Médard Brogly
Médard Brogly, né le 29 avril 1878 à Rixheim et mort le 5 décembre 1959 à Riedisheim, est un enseignant et homme politique allemand puis français. Il est notamment député et sénateur du Haut-Rhin.

## Biographie
Ses parents sont Fridolin Brogly et Marie Koerber. En 1909, il épouse Philomène Meyer, dont il aura deux fils et deux filles. Il fréquente le Gymnasium (lycée) de Colmar, puis l'université allemande de Strasbourg. Il enseigne ensuite à Colmar et à Mulhouse.
En 1911, il est élu député, protestataire, au Landtag d'Alsace-Lorraine pour la circonscription électorale de Habsheim-Landser. Invalidé, il est réélu avec une majorité encore plus forte et admis à siéger. En raison de ses convictions pro-françaises, il est arrêté après qu’a éclaté la Première Guerre mondiale, une première fois le 11 août 1914 et de nouveau le 13 avril 1915. Un conseil de guerre allemand le condamne alors le 13 juillet 1915 à dix ans de prison et à la perte de ses droits civiques pour espionnage au profit de la France. Ce n’est que le 9 novembre 1918 qu’il est libéré de la prison de Sarreguemines à la faveur de la Révolution qui agite alors l’Allemagne.
Il rejoint l'Union populaire républicaine qui vient de se former et devient en 1919 président de ce parti pour le département du Haut-Rhin, poste qu'il occupe jusqu'à la dissolution du parti en 1940. Il est conseiller général du canton de Habsheim de 1919 à 1922 et député du Haut-Rhin de 1919 à 1924. Il ne se représente pas en 1924 et reprend du service dans l'enseignement. En 1928, il est élu conseiller général du canton de Huningue, siège qu'il conserve jusqu'en 1939. La même année, il retrouve un siège de député, siégeant d'abord comme indépendant, puis comme républicain du centre. Le 14 janvier 1936, il est élu sénateur du Haut-Rhin, et siége comme non-inscrit. Le 10 juillet 1940, il ne prend pas part au vote sur les pleins pouvoirs au maréchal Pétain.
Après 1940, il joue un rôle dans la Résistance et manque d'être arrêté en 1944. Il se retire alors de la vie politique.

## Mandats électifs
- 22 octobre 1911 - 13 avril 1915 : Député au Landtag d'Alsace-Lorraine Zentrum
- 16 novembre 1919 - 31 mai 1924 : Député du Haut-Rhin - Entente républicaine démocratique
- 29 avril 1928 - 31 mai 1932 : Député du Haut-Rhin - Députés indépendants
- 8 mai 1932 - 10 février 1936 : Député du Haut-Rhin - Républicains du centre
- 14 janvier 1936 - 31 décembre 1944 : Sénateur du Haut-Rhin.

## Sources
- « Médard Brogly », dans le Dictionnaire des parlementaires français (1889-1940), sous la direction de Jean Jolly, PUF, 1960 [détail de l’édition]